# Аржантін
Аржанті́н (фр. Argentine) — муніципалітет у Франції, у регіоні Овернь-Рона-Альпи, департамент Савоя. Населення — 951 особа (01.01.2021).
Муніципалітет розташований на відстані близько 480 км на південний схід від Парижа, 120 км на схід від Ліона, 33 км на схід від Шамбері.

## Історія
До 2015 року муніципалітет перебував у складі регіону Рона-Альпи. Від 1 січня 2016 року належить до нового об'єднаного регіону Овернь-Рона-Альпи.

## Демографія
Динаміка населення (INSEE ):

## Економіка
2010 року серед 588 осіб працездатного віку (15—64 років) 437 були активними, 151 — неактивною (показник активності 74,3%, у 1999 році було 70,7%). З 437 активних мешканців працювали 404 особи (233 чоловіки та 171 жінка), безробітними було 33 (18 чоловіків та 15 жінок). Серед 151 неактивної 33 особи були учнями чи студентами, 70 — пенсіонерами, 48 були неактивними з інших причин.

У 2010 році в муніципалітеті числилось 370 оподаткованих домогосподарств, у яких проживали 910,5 особи, медіана доходів виносила 19 386 євро на одного особоспоживача